# RSC Anderlecht in het seizoen 1988/89
RSC Anderlecht rekende ook in het seizoen 1988/89 op trainer Raymond Goethals. De ervaren coach had in het verleden al meermaals nationale en Europese bekers veroverd met Anderlecht, maar een landstitel kon hij met paars-wit nooit winnen. Daar kwam ook in het seizoen 1988/89 geen verandering in. De Brusselaars kwamen weliswaar beter voor de dag dan een seizoen eerder, het was het KV Mechelen van Aad de Mos dat opnieuw alle aandacht naar zich toe trok. Beide clubs kwamen elkaar in de loop van het jaar meermaals tegen. In de competitie eindigde het duel in het Astridpark op een scoreloos gelijkspel. In de terugronde won paars-wit op verplaatsing met 1-2. Mechelen sloot het seizoen wel af als landskampioen. Voor voorzitter Constant Vanden Stock was dat het signaal om enkele sterkhouders bij Mechelen weg te halen.
Ook in de Europacup II ontmoette Anderlecht het KV Mechelen van De Mos. Anderlecht was als bekerwinnaar geplaatst, KV Mechelen als titelhouder. In de 1/8e finale namen beide clubs het tegen elkaar op. Mechelen won de heenwedstrijd met 1-0 en stootte door nadat het ook de terugwedstrijd met 0-2 won.
In de beker trok Anderlecht wel aan het langste eind. Paars-wit schakelde in de kwartfinale op overtuigende wijze Club Brugge uit, in de halve finale liep het Mechelen weer tegen het lijf. De heenwedstrijd in het Astridpark werd gewonnen door Anderlecht. Het werd 2-0 na goals van Edi Krnčević en Milan Janković. In de terugwedstrijd nam Mechelen de bovenhand. De Maneblussers liepen uit tot 3-0 en waren virtueel geplaatst, tot Marc Emmers in het slot een eigen doelpunt maakte. Anderlecht ontsnapte op het nippertje aan de uitschakeling. In de finale won Anderlecht voor het tweede jaar op rij met 2-0 van rivaal Standard Luik. Opnieuw waren de doelpunten afkomstig van Krnčević en Janković. Krnčević sloot het seizoen ook af als topschutter.
Voor het seizoen verloor Anderlecht in de supercup met 0-1 van Club Brugge.

## Spelerskern
| Naam              | Nationaliteit | Geboortedatum | Vorige club                  |
| ----------------- | ------------- | ------------- | ---------------------------- |
| Keepers           |               |               |                              |
| Jacky Munaron     | België        | 08-09-1956    | 1973-1974 FC Dinant          |
| Filip De Wilde    | België        | 05-07-1964    | 1981-1987 KSK Beveren        |
| Verdedigers       |               |               |                              |
| Henrik Andersen   | Denemarken    | 07-05-1965    | 1982 Fremad Amager           |
| Michel De Groote  | België        | 18-10-1955    | 1977-1979 Club Luik          |
| Georges Grün      | België        | 25-01-1962    | /                            |
| Stephen Keshi     | Nigeria       | 31-01-1961    | 1985-1987 KSC Lokeren        |
| Wim Kooiman       | Nederland     | 09-09-1960    | 1980-1988 Cercle Brugge      |
| Ivan Marchandise  | België        | 25-02-1967    | /                            |
| Guy Marchoul      | België        | 04-11-1965    | /                            |
| Donald Van Durme  | België        | 23-08-1967    | /                            |
| Adri van Tiggelen | Nederland     | 16-06-1957    | 1983-1986 FC Groningen       |
| Middenvelders     |               |               |                              |
| Arnór Guðjohnsen  | IJsland       | 30-07-1961    | 1978-1982 KSC Lokeren        |
| Milan Janković    | Joegoslavië   | 30-12-1959    | 1987-1988 Real Madrid        |
| Pier Janssen      | België        | 09-09-1956    | 1977-1985 Waterschei SV Thor |
| Juan Lozano       | Spanje        | 30-08-1955    | 1983-1985 Real Madrid        |
| Charly Musonda    | Zambia        | 22-08-1969    | 1986-1987 Cercle Brugge      |
| Kari Ukkonen      | Finland       | 19-02-1961    | 1986-1987 KSC Lokeren        |
| Patrick Vervoort  | België        | 17-01-1965    | 1982-1987 Beerschot VAV      |
| Aanvallers        |               |               |                              |
| Edi Krnčević      | Australië     | 14-08-1960    | 1985-1986 Cercle Brugge      |
| Luc Nilis         | België        | 25-05-1967    | 1984-1986 FC Winterslag      |
| Luis Oliveira     | Brazilië      | 24-03-1969    | /                            |
| Gert Verheyen     | België        | 20-09-1970    | 1986-1988 Lierse SK          |
| Marc Wuyts        | België        | 12-09-1967    | /                            |

### Technische staf
|                    |                         |               |
| Functie            | Naam                    | Nationaliteit |
| Coach              | Raymond Goethals (foto) | België        |
| Assistent-coach    | Martin Lippens          | België        |
| Assistent-coach    | Jean Dockx              | België        |
| Kinesitherapeut    | Fernand Beeckman        | België        |
| Ploegafgevaardigde | Pierre Leroy            | België        |

## Resultaten
Een overzicht van de competities waaraan Anderlecht in het seizoen 1988-1989 deelnam.
| Seizoen 1988/89  | Seizoen 1988/89 | Seizoen 1988/89    |
| Competitie       | Resultaat       | Uitgeschakeld door |
| ---------------- | --------------- | ------------------ |
| Eerste klasse    | Vicekampioen    |                    |
| Beker van België | Winnaar         | Standard Luik      |
| Supercup         | Finalist        | Club Brugge        |
| Europacup II     | 1/8 finale      | KV Mechelen        |

## Uitrustingen
Shirtsponsor(s): Generale Bank

Sportmerk: adidas
| Thuis | Uit |

## Transfers

### Zomer
| Naam             | Nationaliteit | Van/naar      | Type       |
| ---------------- | ------------- | ------------- | ---------- |
| Inkomend         |               |               |            |
| Milan Janković   | Joegoslavië   | Real Madrid   | Gekocht    |
| Wim Kooiman      | Nederland     | Cercle Brugge | Gekocht    |
| Gert Verheyen    | België        | Lierse SK     | Gekocht    |
| Uitgaand         |               |               |            |
| Stéphane Demol   | België        | Bologna       | Verkocht   |
| Per Frimann      | Denemarken    | Brøndby IF    | Verkocht   |
| Håkan Lindman    | Zweden        | Malmö FF      | Verkocht   |
| Henrik Mortensen | Denemarken    | AGF Aarhus    | Verkocht   |
| Guido Swinnen    | België        | RWDM          | Uitgeleend |
| Dirk Vekeman     | België        | RWDM          | Uitgeleend |

## Competitie

### Overzicht
| Speeldag  | 1 | 2 | 3 | 4 | 5  | 6  | 7  | 8  | 9  | 10 | 11 | 12 | 13 | 14 | 15 | 16 | 17 | 18 | 19 | 20 | 21 | 22 | 23 | 24 | 25 | 26 | 27 | 28 | 29 | 30 | 31 | 32 | 33 | 34 |
| --------- | - | - | - | - | -- | -- | -- | -- | -- | -- | -- | -- | -- | -- | -- | -- | -- | -- | -- | -- | -- | -- | -- | -- | -- | -- | -- | -- | -- | -- | -- | -- | -- | -- |
| Resultaat | w | w | w | w | w  | v  | w  | w  | w  | g  | w  | g  | v  | w  | g  | w  | w  | w  | w  | w  | g  | g  | g  | v  | w  | g  | g  | w  | w  | g  | w  | w  | w  | w  |
| Punten    | 2 | 4 | 6 | 8 | 10 | 10 | 12 | 14 | 16 | 17 | 19 | 20 | 20 | 22 | 23 | 25 | 27 | 29 | 31 | 33 | 34 | 35 | 36 | 36 | 38 | 39 | 40 | 42 | 44 | 45 | 47 | 49 | 51 | 53 |

### Klassement
|         |    |                      | P  | W  | G  | V  | +  | -  | DS  | Ptn |
| ------- | -- | -------------------- | -- | -- | -- | -- | -- | -- | --- | --- |
| K       | 1  | KV Mechelen          | 34 | 25 | 7  | 2  | 64 | 20 | 44  | 57  |
| (beker) | 2  | RSC Anderlecht       | 34 | 22 | 9  | 3  | 83 | 36 | 47  | 53  |
| (UEFA)  | 3  | RFC Liégeois         | 34 | 17 | 12 | 5  | 64 | 22 | 42  | 46  |
| (UEFA)  | 4  | Club Brugge KV       | 34 | 17 | 9  | 8  | 67 | 44 | 23  | 43  |
| (UEFA)  | 5  | R. Antwerp FC        | 34 | 16 | 10 | 8  | 62 | 39 | 23  | 42  |
|         | 6  | R. Standard de Liège | 34 | 14 | 8  | 12 | 46 | 43 | 3   | 36  |
|         | 7  | K. Sint-Truidense VV | 34 | 12 | 11 | 11 | 39 | 44 | −5  | 35  |
|         | 8  | KV Kortrijk          | 34 | 9  | 17 | 8  | 53 | 44 | 9   | 35  |
|         | 9  | KSV Waregem          | 34 | 11 | 8  | 15 | 48 | 52 | −4  | 30  |
|         | 10 | K. Lierse SK         | 34 | 10 | 9  | 15 | 29 | 46 | −17 | 29  |
|         | 11 | R. Charleroi SC      | 34 | 6  | 17 | 11 | 31 | 49 | −18 | 29  |
|         | 12 | KSK Beveren          | 34 | 10 | 8  | 16 | 40 | 51 | −11 | 28  |
|         | 13 | KRC Mechelen         | 34 | 10 | 8  | 16 | 37 | 55 | −18 | 28  |
|         | 14 | KSC Lokeren          | 34 | 9  | 10 | 15 | 44 | 57 | −13 | 28  |
|         | 15 | Cercle Brugge KSV    | 34 | 10 | 7  | 17 | 41 | 54 | −13 | 27  |
|         | 16 | K. Beerschot VAV     | 34 | 8  | 10 | 16 | 41 | 63 | −22 | 26  |
| D       | 17 | RWD Molenbeek        | 34 | 10 | 5  | 19 | 36 | 59 | −23 | 25  |
| D       | 18 | KRC Genk             | 34 | 2  | 11 | 21 | 20 | 67 | −47 | 15  |

P: wedstrijden gespeeld, W: wedstrijden gewonnen, G: gelijke spelen, V: wedstrijden verloren, +: gescoorde doelpunten, -: doelpunten tegen, DS: doelsaldo, Ptn: totaal punten
K: kampioen, D: degradeert, (beker): bekerwinnaar, (UEFA): geplaatst voor UEFA-beker

## Individuele prijzen
- Topschutter - Edi Krnčević

## Afbeeldingen

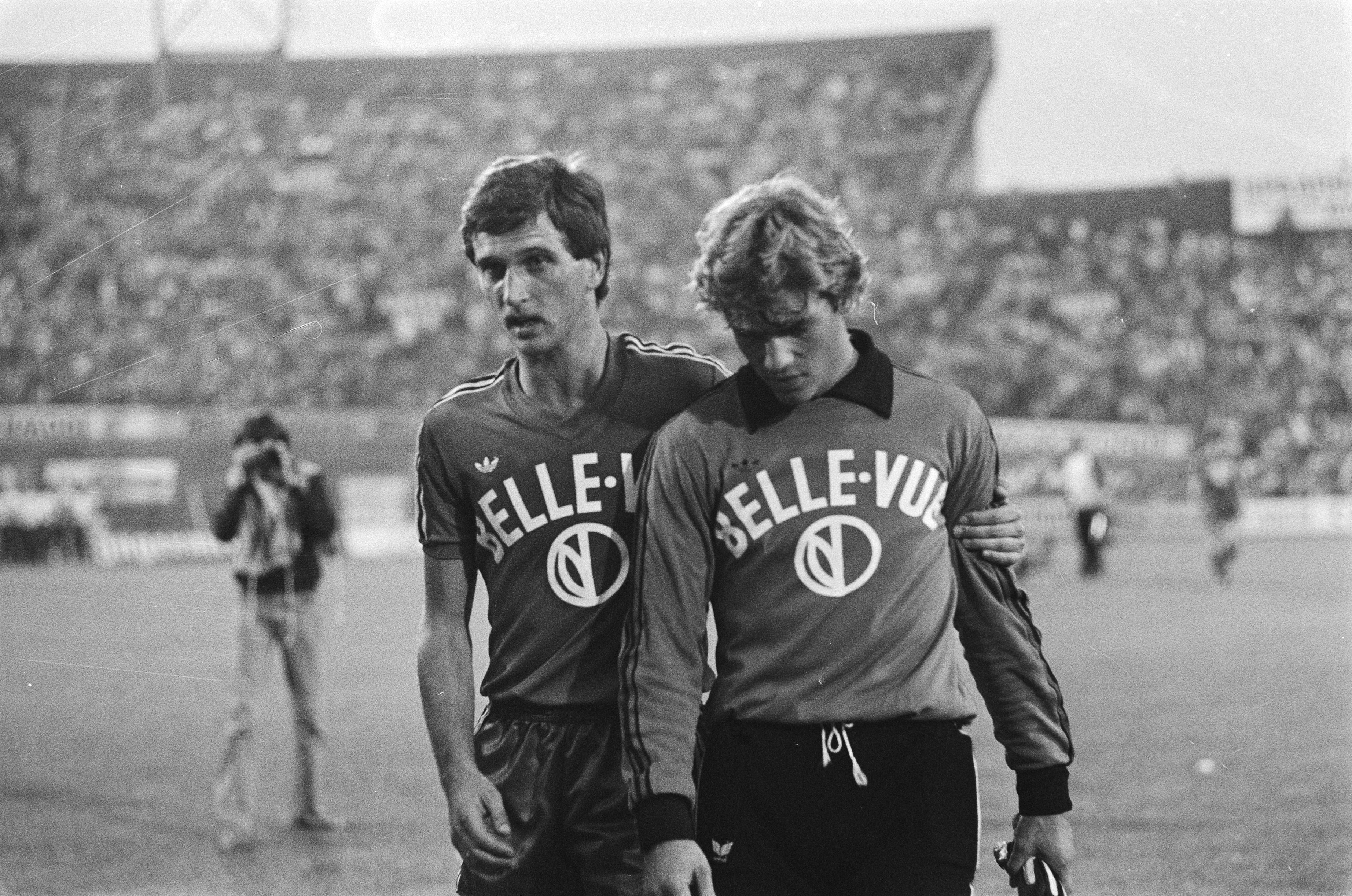
Jacky Munaron (doelman)
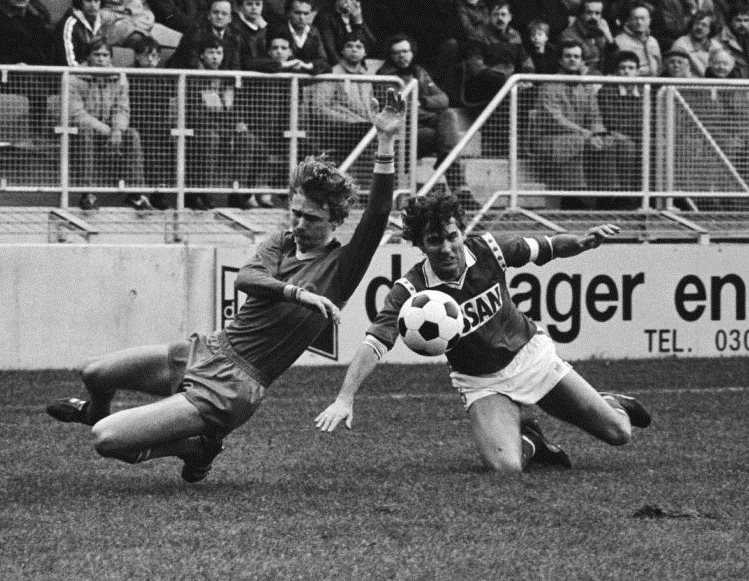
Adri van Tiggelen (verdediger)